# International Working Group on Data Protection in Technology
Die International Working Group on Data Protection in Technology (IWGDPT), bis 2019 International Working Group on Data Protection in Telecommunications genannt, ist eine internationale Arbeitsgruppe, die sich mit Fragen des Datenschutzes im Internet und in der Telekommunikation beschäftigt.
Die Gruppe wurde 1983 auf Initiative des Berliner Landesdatenschutzbeauftragten gegründet, unter dessen Vorsitz sie bis 2021 arbeitete. Sie wird daher auch Berlin Group genannt. Mitglieder sind neben Datenschutzbehörden auch Regierungsstellen, Vertreter internationaler Organisationen sowie Wissenschaftler aus aller Welt.
Die Organisation hat mehrere Empfehlungen zur Verbesserung des Datenschutzes im Bereich der Telekommunikation erarbeitet. Seit Anfang der 1990er Jahre widmet sich die Arbeitsgruppe insbesondere dem Schutz der Persönlichkeitsrechte von Internet-Nutzern.
Am 24. März 2021 übergab die Berliner Beauftragte für Datenschutz und Informationsfreiheit Maja Smoltczyk den Vorsitz an den Bundesbeauftragten für den Datenschutz und die Informationsfreiheit Ulrich Kelber.